# Persea pseudofasciculata
Persea pseudofasciculata là loài thực vật có hoa trong họ Nguyệt quế. Loài này được L.E.Kopp miêu tả khoa học đầu tiên năm 1966.